# Николаус II фон Салм
Николаус II фон Салм (на немски: Nikolaus II von Salm; Niklas II; * 1503; † 5 март или 5 юли 1550, Егер, Унгария) е граф на Салм (Люксембург) и Нойбург (1529 – 1550) и щатхалтер на Унгария.

## Произход и наследство
Той е най-възрастният син на военачалника Николаус граф фон Салм „Стари“ (1459 – 1530) и съпругата му Елизабет фон Рогендорф († 1507), дъщеря на фрайхер Каспар фон Рогендорф († 1506) и втората му съпруга Барбара фон Зелкинг.. Брат е на Волфганг († 1555), от 1540 г. епископ на Пасау.
Николаус II наследява баща си през 1530 г. и преобразува замъкът Нойбург в Нойбург ам Ин при Пасау на ренесансов дворец.

## Фамилия
Първи брак: през 1524 г. с графиня Емилия фон Еберщайн (* 1506; † 1540), дъщеря на граф Бернхард III фон Еберщайн (1459 – 1526) и съпругата му Кунигунда фон Валдбург-Зоненберг (1482 – 1538). Те имат децата:
- Юлиус I (* 11 ноември 1531; † 2 юли 1595), граф на Салм и Нойбург (1580 – 1595), женен I. ок. 1565 за Елизабет Турзó де Бетленфалва († 1573), II. на 1 януари 1575 за фрайфрау Анна Мария фон Дитрихщайн (1557 – 1586)
- Николаус III(IV) (* ок. 1550; † 26 ноември/декември 1580), граф на Салм и Нойбург (1550 – 1580), женен I. на 24 април 1562 г. в Бюдинген за Катарина фон Изенбург-Бюдинген-Келстербах (1532 – 1574), II. 1575 г. за Юдит фон Полхайм (1559 – 1613)
- Николаус II Егино (* 1550; † 7 юли 1574), женен I. на 1 юни 1550 за Катарина фон Парнщайн († 1571), II. за Барбара Орсзаг (1559 – 1578)
- Лукреция (* ок. 1526; † 1585), омъжена за граф Йоахим Шлик цу Пасаун и Вайскирхен († 1572)

Втори брак: през 1540 г. с графиня Маргарета Сзéцзхи фон Фелсőлендва (* ок. 1524; † 1567). Те имат една дъщеря:
- Мария Магдалена (1548 – 1607/8), омъжена на 23 септември 1565 г. в Братислава за Ладислав III от Лобковиц (1537 – 1609)